# Kunimi
Kunimi (国見町, Kunimi-machi) est un bourg japonais (町, machi ou -chō) situé dans la préfecture de Fukushima.
Sa population est estimée à 9 663 habitants au 1er juin 2013.